# Agathe L. van Beverwijk
Agathe Louise van Beverwijk (Amsterdam, 18 september 1907 – Oostenrijk, 10 juli 1963) was een Nederlands mycoloog en botanicus.

## Biografie
Van Beverwijk groeide op in het stadscentrum van Amsterdam. Ze studeerde van 1925 tot 1930 biologie aan de Universiteit van Amsterdam, met de focus op botanie, zoölogie en geologie. Na haar afstuderen was ze biologiedocente op een middelbare school. Na een paar jaar besloot ze onderzoek te doen naar weefselkweek aan het Nederlands Kanker Instituut in Amsterdam. Omdat ze tegen de dierproeven was die ze voor dit onderzoek moest uitvoeren, stopte ze met haar werkzaamheden.
Na een studie Engels en haar diplomering als leerkracht werd ze docent op de Internationaal Quakersschool in Ommen, waar ze biologie doceerde in het Engels. Aan het eind van de Tweede Wereldoorlog werd de school gesloten en verhuisde Van Beverwijk naar Baarn. Op het Centraalbureau voor Schimmelcultures werkte ze nauw samen met instituutsdirectrice Johanna Westerdijk. De rest van haar carrière zou ze bij dit instituut blijven, in 1958 volgde ze Westerdijk op als directrice van het instituut. Ze werkte voornamelijk in de identificatie van schimmels van de geslachten Fusarium, Pythium en Phytophthora.
Van Beverwijk was lid van de "British Mycological Society" en de "Mycological Society of America". Ze overleed onverwacht in 1963 tijdens een herstelvakantie in de Oostenrijkse Alpen.